# Domnarvets GoIF
Domnarvets GoIF är en idrottsförening i Borlänge.
Föreningen bildades 1906 under namnet Domnarvets IF och i början ägnade sig klubben åt skidor och fotboll. Snart tillkom friidrott och under 1920-talet orientering. 1925 slog sig klubben ihop med den nya fotbollsklubben IK Blixt och namnet ändrades till det nuvarande Domnarvets GoIF. Fotbollsspelarna från IK Blixt var dock inte nöjda med samarbetet inom klubben och drog sig ur senare samma år och bildade IK Brage.
Klubben har under åren haft sektioner för bandy, brottning, draghundssport, gymnastik, backhoppning, simning och varpa. Numera ägnar sig klubben åt längdskidåkning, orientering och skidorientering. Klubben har i alla dessa grenar erövrat VM-guld genom löpare som Karolina A Höjsgaard, Arja Hannus, Thomas "Oljan" Eriksson, Stig Mattsson, Jonas och Patrik Bauer samt Ivan Kuzmin. Damstafetten på Tiomila har man vunnit 2000,  2005, 2013 och 2015.  2015 vann man både damstafetten i Tiomila och Venlastafetten. Medlemsantalet i klubben har pendlat genom åren men ligger idag på ca 575 st.

### Fotnoter
1. ↑  ”IK Brages historia”. IK Brage. Arkiverad från originalet den 14 februari 2015. https://web.archive.org/web/20150214175351/http://ikbrage.se/om-ik-brage/ik-brages-historia. Läst 3 januari 2016.
2. ↑  ”Damer”. svenskorientering. Svenska orienteringsförbundet. Arkiverad från originalet den 3 juni 2020. https://web.archive.org/web/20200603191642/https://www.svenskorientering.se/forbundet/Resultatochstatistik/Tiomila/Damer/. Läst 1 maj 2020.
3. ↑  ”Resultat”. Venlojen Viesti. https://results.jukola.com/tulokset/se/j2015_ve/ve/lopputulokset/. Läst 28 februari 2022.